# Liste der Biografien/Brk
Liste der Biografien |
Portal Biografien |
Personensuche
# |
A |
B |
C |
D |
E |
F |
G |
H |
I |
J |
K |
L |
M |
N |
O |
P |
Q |
R |
S |
T |
U |
V |
W |
X |
Y |
Z |
?
 
Ba |
Be |
Bd |
Bg |
Bh |
Bi |
Bj |
Bl |
Bm |
Bn |
Bo |
Br |
Bs |
Bu |
Bw |
By |
Bz
 
Bra |
Brc |
Brd |
Bre |
Brg |
Bri |
Brj |
Brk |
Brl |
Brn |
Bro |
Brp–Brt |
Bru |
Brv |
Bry |
Brz
Die Liste der Biografien führt alle Personen auf, die in der deutschsprachigen Wikipedia einen Artikel haben. Dieses ist eine Teilliste mit 15 Einträgen von Personen, deren Namen mit den Buchstaben „Brk“ beginnt.

## Brk

### Brka
- Brkan, Maja (* 1979), slowenische Juristin

### Brki
- Brkić, Ante (* 1988), kroatischer Schachspieler
- Brkić, Ivana (* 1986), kroatische Dance-, Pop- und House-Sängerin
- Brkić, Luka (* 2002), slowenischer Fußballspieler
- Brkić, Mia (* 2003), kroatische Handballspielerin
- Brkic, Tarik (* 2006), österreichischer Fußballspieler
- Brkić, Teo (* 2000), kroatischer Fußballspieler
- Brkić, Tomislav (* 1990), bosnischer Tennisspieler
- Brkić, Željko (* 1986), serbischer Fußballtorhüter

### Brkl
- Brkljača, Mario (* 1985), kroatischer Fußballspieler
- Brkljača, Marko (* 2004), kroatischer Fußballspieler
- Brkljačić, Ivana (* 1983), kroatische Hammerwerferin

### Brkn
- Brkn (* 1991), deutscher Rapper, Sänger und Musikproduzent mit türkischen (auch kurdischen und armenischen) WurzelnBrkn (* 1991)

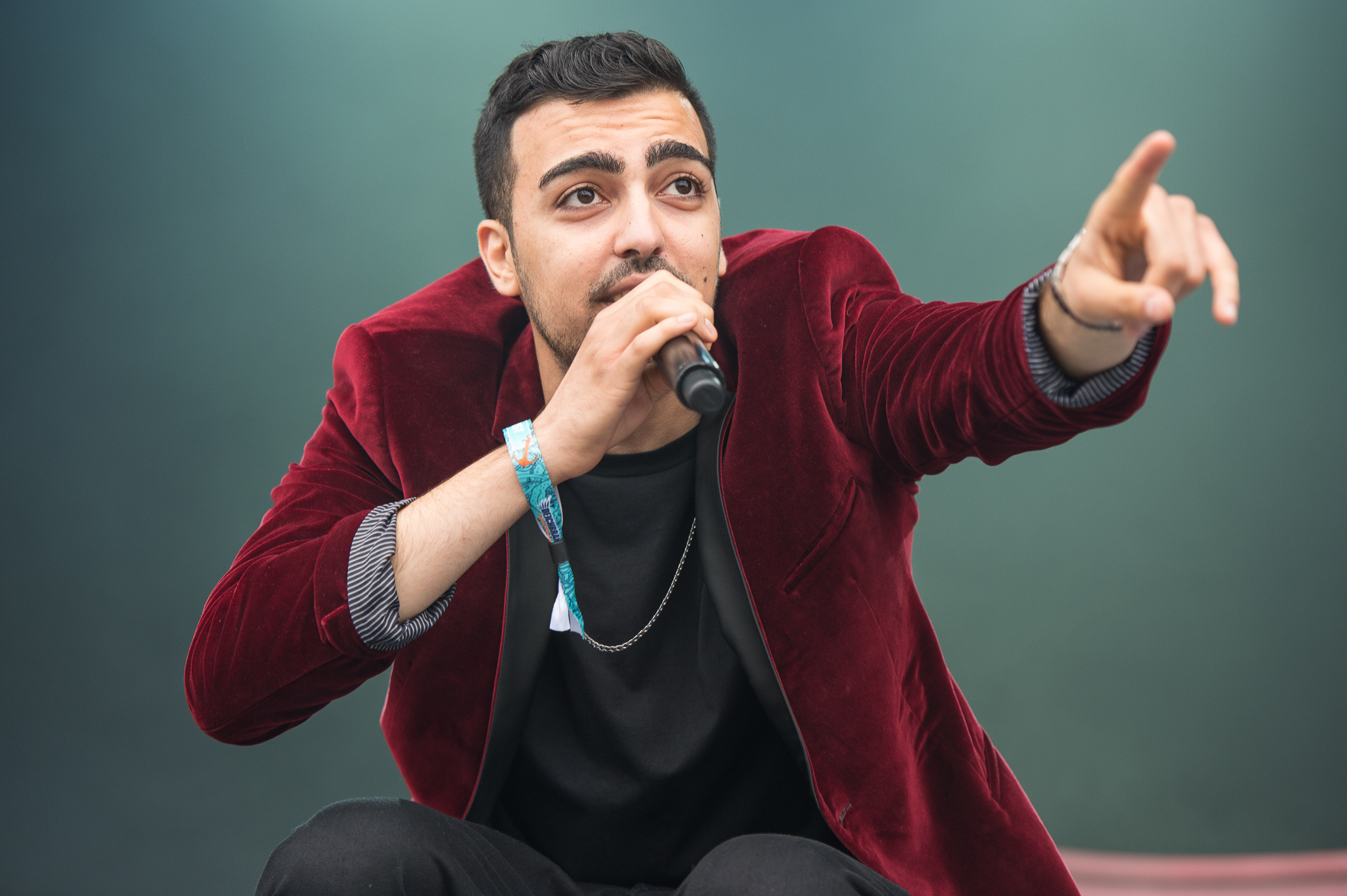
Brkn (* 1991)

### Brko
- Brković, Mićo (* 1968), serbischer Straßenradrennfahrer

### Brku
- Brkušanin, Marko (* 1990), serbischer Eishockeyspieler